# Поджодомо
Поджодо̀мо (на италиански: Poggiodomo) е малко село и община в Централна Италия, провинция Перуджа, регион Умбрия. Разположено е на 974 m надморска височина. Населението на общината е 135 души (към 2010 г.).